# Premier League (Congo)
Congo Premier League is de hoogste voetbaldivisie van het Afrikaanse Congo-Brazzaville. De competitie werd opgericht in 1961.
Vanaf het begin van de competitie tot 1977 werd de titel beslist in een toernooi met de kampioenen van de deelstaten Brazzaville, Pointe-Noire en Niari.
Van 1978 tot 1993 schommelde het aantal teams in de competitie tussen de 10 en 14 clubs. Dan werd er nog maar eens hervormd en werd de titel beslist door middel van een play-off systeem. Deze vorm hield stand van 1994 tot 2008. Nu spelen er in de Congo Premier League 18 clubs.

## Teams 2010/2011
| #  | Club                   |
| -- | ---------------------- |
| 1  | AC Léopards            |
| 2  | AS Cheminots           |
| 3  | AS Police              |
| 4  | AS Ponténégrine        |
| 5  | CARA Brazzaville       |
| 6  | Diables Noirs          |
| 7  | Étoile du Congo        |
| 8  | FC Bilombé             |
| 9  | Inter Club Brazzaville |
| 10 | Inter Club de Dolisie  |
| 11 | Inter Club de Nkayi    |
| 12 | JS les Bougainvillées  |
| 13 | Patronage Sainte Anne  |
| 14 | Pigeon Vert            |
| 15 | Saint Michel d'Ouenzé  |
| 16 | Tout-Puissant Zala     |
| 17 | US Saint Pierre        |
| 18 | Vita Club Mokanda      |

## Kampioenschappen
- 1961 : Diables Noirs
- 1962-1965 : geen kampioenschap
- 1966 : Diables Noirs
- 1967 : Abeilles FC
- 1968 : Étoile du Congo
- 1969 : Patronage Sainte Anne
- 1970 : CARA Brazzaville
- 1971 : Victoria Club Mokanda
- 1972 : CARA Brazzaville
- 1973 : CARA Brazzaville
- 1974 : CARA Brazzaville
- 1975 : CARA Brazzaville
- 1976 : CARA Brazzaville
- 1977 : Diables Noirs
- 1978 : Étoile du Congo
- 1979 : Étoile du Congo
- 1980 : Étoile du Congo
- 1981 : CARA Brazzaville
- 1983 : Kotoko MFOA
- 1983 : Étoile du Congo
- 1984 : CARA Brazzaville
- 1985 : Étoile du Congo
- 1986 : Patronage Sainte Anne
- 1987 : Étoile du Congo
- 1988 : Inter Club
- 1989 : Étoile du Congo
- 1990 : Inter Club
- 1991 : Kampioenschap geannuleerd
- 1992 : Diables Noirs
- 1993 : Étoile du Congo
- 1994 : Étoile du Congo
- 1995 : AS Cheminots
- 1996 : Munisport
- 1997 : Munisport
- 1998 : Vita Club Mokanda
- 1999 : Vita Club Mokanda
- 2000 : Étoile du Congo
- 2001 : Étoile du Congo
- 2002 : AS Police
- 2003 : Saint Michel d'Ouenzé
- 2004 : Diables Noirs
- 2005 : Kampioen niet toegekend
- 2006 : Étoile du Congo
- 2007 : Diables Noirs
- 2008 : CARA Brazzaville
- 2009 : Diables Noirs
- 2010 : Saint Michel d'Ouenzé
- 2011 : Diables Noirs